# Əsgəran

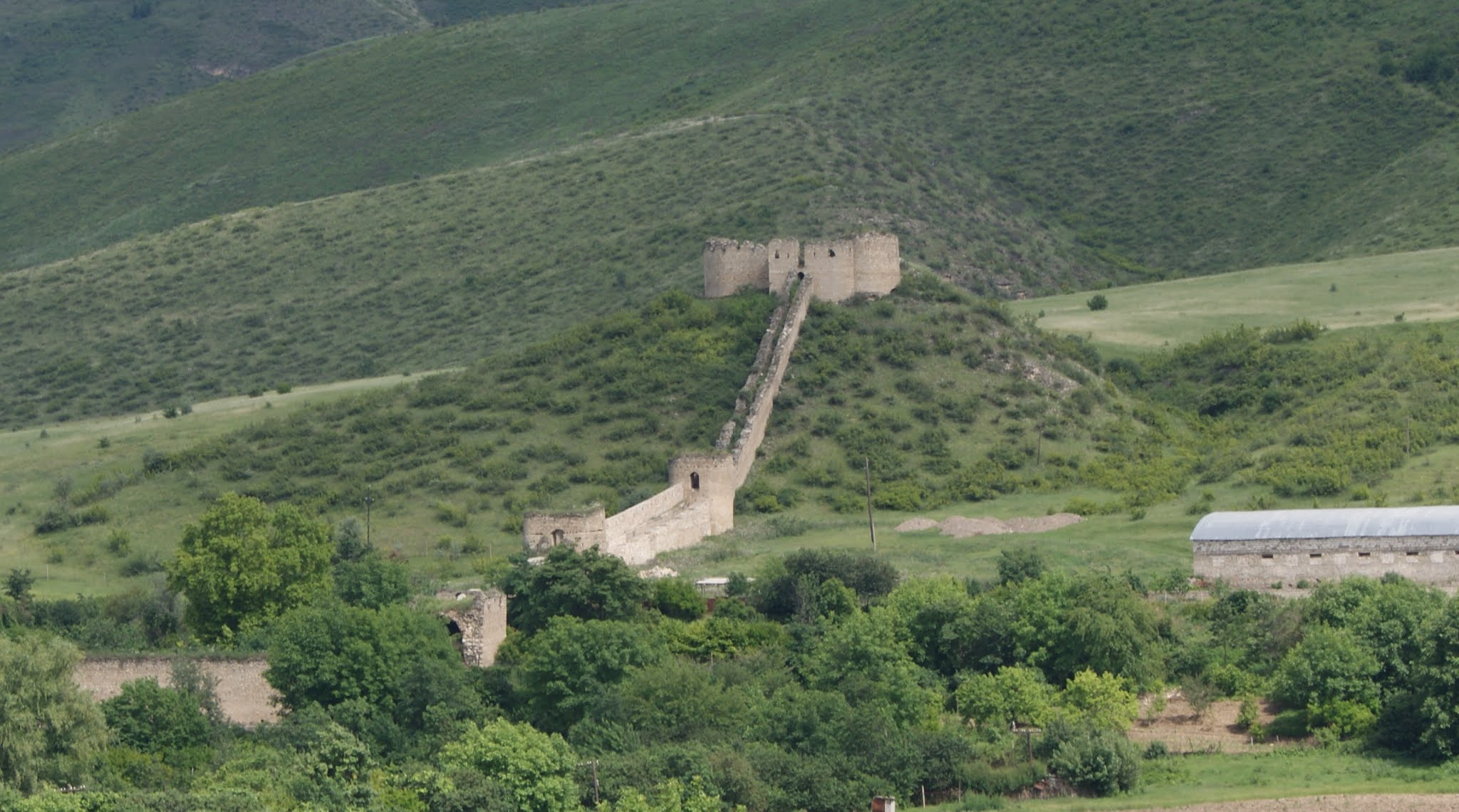
Festung in Askeran

Əsgəran (armenisch Ասկերան Askeran) ist eine Stadt im Bezirk Xocalı in Aserbaidschan.

## Bevölkerung
| Jahr | Einwohner | Anmerkungen                                                            |
| ---- | --------- | ---------------------------------------------------------------------- |
| 1933 | 222       | ausschließlich Armenier                                                |
| 1970 | 667       | 636 Armenier (95,4 %), 23 Aserbaidschaner (3,4 %), 4 Russen (0,6 %)    |
| 1979 | 881       | 742 Armenier (84,2 %), 106 Aserbaidschaner (12,0 %), 28 Russen (3,2 %) |
| 1989 | 2.024     | [ 5 ]                                                                  |
| 2005 | 1.967     | [ 6 ]                                                                  |
| 2015 | 2.300     | [ 7 ]                                                                  |

## Geschichte
Im 18. Jahrhundert wurde im Ort von Panah Ali Khan, Herrscher des Khanats Karabach eine Festung errichtet, die noch heute erhalten ist. Zu Beginn des 19. Jahrhunderts kam der Ort wie der Rest Aserbaidschans ins Russische Reich. In der Sowjetunion wurde er Teil der Autonomen Oblast Bergkarabach. Im Zuge des Bergkarabachkonflikts 1991 erklärte sich die Republik Bergkarabach für unabhängig. In der international nicht anerkannten Republik Arzach war sie Hauptstadt der Provinz Askeran.
Die Stadt war Austragungsort des Eröffnungsspiels am 2. Juni 2019 der CONIFA-Europafußballmeisterschaft 2019 im Askeran Stadion.

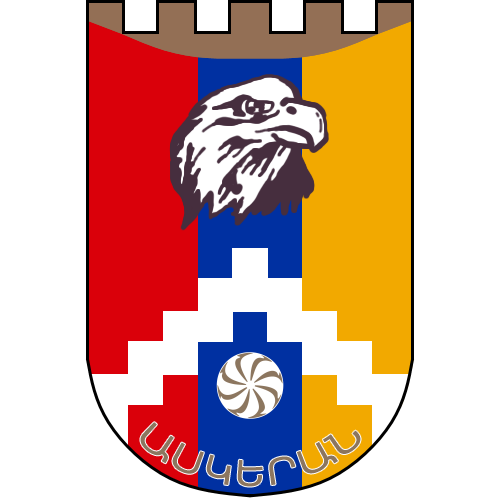
Von der Republik Arzach verwendetes Wappen

Von 2010 bis zum Krieg um Bergkarabach 2020 war die ehemalige Stadt Ağdam unter dem Namen Akna Ortsteil von Askeran.
Mit der aserbaidschanischen Offensive im September 2023 kam der Ort wieder unter die Kontrolle Aserbaidschans. In den folgenden Wochen floh fast die gesamte Bevölkerung Bergkarabachs nach Armenien.

## Bauwerke
Zu den Wahrzeichen der Stadt gehören unter anderem die Festung Askeran von 1751 sowie die 2002 fertiggestellte Kirche der Heiligen Muttergottes.